# Drusil·la (germana de Calígula)
Drusil·la (llatí: Julia Drusilla) va ser filla de Germànic i Agripina Major i criada a la casa de la seva àvia Antònia Menor. El seu germà Calígula la va desflorar quan encara no havia vestit la toga viril. La seva àvia va tenir coneixement de l'incest que s'havia produït.
L'any 33 l'emperador Tiberi la va donar en matrimoni a Luci Cassi Longí, però el seu germà no va tardar a emportar-se-la de casa del seu marit a la seva pròpia, on va comportar-se davant tothom com si fos la seva dona.
Al començament del regnat de Calígula aquest la va casar nominalment amb Emili Lèpid. Calígula tenia relacions amb totes les seves germanes, però la seva passió per Drusil·la era molt més gran i evident. Quan es va posar malalt la va fer hereva de tota la seva propietat i de l'Imperi. Drusil·la va morir jove. Calígula la va enterrar amb gran pompa i va posar una imatge daurada de la morta al fòrum. Després la va declarar deessa sota el nom de Panthea i li va decretar els mateixos honors que a Venus.
El senador Livi Gemini va dir que havia vist Drusil·la ascendir als cels en companyia dels déus i per això va ser recompensat amb un milió de sestercis. Alguns notables van ser executats per actes considerats contraris al dol en els dies que van seguir la seva mort.